# محمد حسين الحسيني
محمد حسين الحسيني هو لبناني كندي وعضو في حزب الله. كان يعيش في مونتريال في ولاية كيبيك وأبلغ السلطات عن شبكة دعم واسعة للمنظمات التي كانت موجودة في جميع أنحاء كندا قبل عودته إلى لبنان في 1994.

## الحياة
ولد الحسيني في بيروت. غادر إلى كندا على متن الرحلة رقم 414 في مطار ميرابيل في 6 أغسطس 1991 حيث ادعى أنه اعتقل في العام السابق بعد أن احتج والده على الاحتلال السوري للبنان. قال أنه تعرض للتعذيب بأسلاك كهربائية وأفرج عنه فقط بعد أن رشى عمه ضابطا سوريا بزجاجة نبيذ. بعد إطلاق سراحه اختبأ ظاهريا في شرق بيروت قبل أن يستقل سفينة إلى قبرص ثم سافر إلى إيطاليا قبل أن يأخذ القطار إلى فرانكفورت بألمانيا ثم اشترى تذكرة طيران إلى كندا.
في 9 يوليو 1992 استجوبته دائرة المخابرات الأمنية الكندية في شقته المشتركة في مونتريال حيث كان يعيش أثناء جمع المساعدة الاجتماعية ودراسة اللغة الفرنسية بمواجهته حقيقة أن رجلا وصل إلى المطار بجواز سفر لبناني باسم الحسيني. تمسك بقصته الأصلية وعندما سئل عن آرائه عن سوريا قال بأنه في يوم من الأيام سيعاقبون على احتلالهم لبلاده.
في أغسطس 1993 قام الحسيني بزيارة إلى لبنان على الرغم من إقناع السلطات الكندية بأنه سيتعرض للتعذيب إذا عاد. بعد عودته وجه نداء في 17 سبتمبر إلى دائرة المخابرات الأمنية الكندية يسأل لماذا طلبه في أن يصبح مقيم دائم كان يستغرق وقتا طويلا وقيل له كانت هناك مخاوف من أنه على صلة بحزب الله. نفى هذا الاتهام وانعقد اجتماع آخر. واجه اختطاف طائرة الخطوط الجوية الكويتية رحلة رقم 422 واستمر في منعه من القيام بأي دور.
استجوبته دائرة المخابرات الأمنية الكندية في مناسبتين أخريين تحدث خلالها عن مدى انتشار حزب الله في المدن الكندية وعرض أسماء عملاء حزب الله الذين يعيشون في أوتاوا ومونتريال كدليل. على الرغم من أنه لم يتم اتهامه رسميا إلا أنه كثيرا ما استجوب بشأن علاقته بخطف طائرة الجابرية. انتهى في نهاية المطاف إلى استعادة العديد من تصريحاته ظاهريا بعد أن أدرك أن المسؤولين الكنديين من غير المرجح أن يسمحوا له بالبقاء في البلاد.